# Hypoplectrodes cardinalis
Hypoplectrodes cardinalis är en fiskart som beskrevs av Allen och Randall, 1990. Hypoplectrodes cardinalis ingår i släktet Hypoplectrodes och familjen havsabborrfiskar. Inga underarter finns listade i Catalogue of Life.